# Commvault
Commvault Systems, Inc., fondata nel 1996, è un'impresa statunitense di information management e gestione di dati commerciali con sede a Tinton Falls, nel New Jersey.
Si formò nel 1988 come gruppo di sviluppo nei Bell Labs e successivamente come unità di business di AT&T Network Systems, infine divenne indipendente nel 1996.